# 브라더스 인 암스: 헬즈 하이웨이
- 브라더스 인 암스: 헬즈 하이웨이(Brothers in Arms: Hell's Highway)는 브라더스 인 암스 시리즈 중, 언드 인 블러드의 후속작으로, 플레이어는 마켓가든 작전에서의 101 공수사단소속의 매튜 베이커 하사의 역할을 맡게 된다. 브라더스 인 암스: 로드 투 힐 30과 브라더스 인 암스: 언드 인 블러드의 이야기의 종반으로, 각 작품 주인공들의 깊은 이야기와 그간 숨겨진 비밀들을 이번 작품을 통해 이야기들을 마무리 짓는 단계의 줄거리로 이어진다.

- 이번 작은 많은 새로운 특징을 가지고 있는데, 단순히 강습조와 사격조로 나뉘는 형태에서 기관총 분대, 대전차 분대 등으로 나뉘며, 폭넓은 전술을 갖고 지휘할 수 있게 되었다.

또한, 기존 두개의 작품에서는 두개의 조를 운용할 수 있었던 데 반해 최대 세개에서 네개의 조까지 폭 넓게 운용할 수 있도록 발전되었다.
가장 눈 여겨 볼 시스템은 엄폐 시스템과 수류탄 투척 위치 표시와 엄폐물 파괴 시스템이다.
마지막으로, 기존 브라더스 인 암스: 로드 투 힐 30에서 스튜어트 전차에 명령만 내리는 시스템이었던데 반해 이번 작품에서는 직접 셔먼 전차를 몰고 적을 섬멸하는 임무도 있다.
- 전 작품과는 다르게 그래픽이 상당히 진보된 것을 볼 수가 있는데, 에픽게임스의 새로운 언리얼 엔진 3.0를 사용하여, 전작보다 더욱 더 발전된 그래픽을 PC, 플레이스테이션 3, 엑스박스 360에서 선보였다.

- 이후 브라더스 인 암스: 퓨리어스4가 출시되었지만 브라더스 인 암스 시리즈와는 전혀 다른 내용과 다른 시스템으로 또 전혀 다른 시나리오로 기존 세개의 작품과는 다른 '외전'격인 작품이 출시되었다.

- 결국 브라더스 인 암스 시리즈의 이야기는 브라더스 인 암스: 배틀 오브 벌지에서 이어지는데 수년전 개발도 진행되었고 출시계획도 있었으나, 결국 2016년까지도 무소식이며 프로젝트 혹은 회사 자체가 사라진 것으로 보인다.

## 평가
| 평론 점수 평론사 점수 PC PS3 엑스박스 360 에지 6/10 [ 1 ] 6/10 [ 1 ] 6/10 [ 1 ] 유로게이머 N/A N/A 7/10 [ 2 ] 게임 인포머 N/A 7.75/10 [ 3 ] 7.75/10 [ 3 ] 게임 레볼루션 N/A C+ [ 4 ] C+ [ 4 ] 게임프로 N/A N/A [ 5 ] 게임스팟 8.5/10 [ 6 ] 8.5/10 [ 7 ] 8.5/10 [ 8 ] 게임스파이 N/A N/A [ 9 ] 게임트레일러스 N/A N/A 8.3/10 [ 10 ] 게임존 8/10 [ 11 ] 8/10 [ 12 ] 8.2/10 [ 13 ] 자이언트 밤 N/A [ 14 ] [ 14 ] IGN 7.9/10 [ 15 ] 7.6/10 [ 16 ] 7.6/10 [ 16 ] OXM (US) N/A N/A 9/10 [ 17 ] PC 게이머 (US) 93% [ 18 ] N/A N/A PSM N/A [ 19 ] N/A 통합 점수 메타크리틱 79/100 [ 20 ] 76/100 [ 21 ] 76/100 [ 22 ] |        |         |              |
| 평론 점수 |        |         |              |
| 평론사 | 점수   | 점수    | 점수         |
| 평론사 | PC     | PS3     | 엑스박스 360 |
| 에지 | 6/10   | 6/10    | 6/10         |
| 유로게이머 | N/A    | N/A     | 7/10         |
| 게임 인포머 | N/A    | 7.75/10 | 7.75/10      |
| 게임 레볼루션 | N/A    | C+      | C+           |
| 게임프로 | N/A    | N/A     | [ 5 ]        |
| 게임스팟 | 8.5/10 | 8.5/10  | 8.5/10       |
| 게임스파이 | N/A    | N/A     | [ 9 ]        |
| 게임트레일러스 | N/A    | N/A     | 8.3/10       |
| 게임존 | 8/10   | 8/10    | 8.2/10       |
| 자이언트 밤 | N/A    | [ 14 ]  | [ 14 ]       |
| IGN | 7.9/10 | 7.6/10  | 7.6/10       |
| OXM (US) | N/A    | N/A     | 9/10         |
| PC 게이머 (US) | 93%    | N/A     | N/A          |
| PSM | N/A    | [ 19 ]  | N/A          |
| 통합 점수 |        |         |              |
| 메타크리틱 | 79/100 | 76/100  | 76/100       |

## 같이 보기
- 버나드 몽고메리
- 마켓가든 작전